# Ксенонова лампа-спалах
Ксенонова лампа-спалах (англ. Xenon flash tube) — електрична газорозрядна лампа, призначена для генерації потужних, некогерентних короткострокових імпульсів світла, колірна температура яких близька до сонячного світла.

## Будова

Будова ксенонової імпульсної лампи

Ксенонова лампа-спалах являє собою запаяну трубку з кварцового скла, яка може бути прямою або зігнутою у вигляді різних фігур, у тому числі у формі спіралі, літери {\displaystyle U}, або кола, для розміщення навколо об'єктива фотоапарата при «безтіньовий» фотографії. Трубка заповнена сумішшю «інертних» газів, переважно ксеноном. Електроди впаяні в обидва кінці трубки і підключені до електролітичного конденсатора великої ємності. Напруга на обкладинках конденсатора становить від 180 В до 2000 В залежно від довжини трубки і складу газової суміші. Третій електрод являє собою металізовану доріжку вздовж зовнішньої стінки трубки або тонкий дріт, намотаний навколо трубки лампи спіраллю з відступом від основних електродів.
На третій (запалюючий) електрод подається імпульс високої напруги, що викликає іонізацію газу в трубці, електричний опір газу в лампі зменшується і відбувається електричний розряд між електродами лампи.
Імпульсна лампа може мати тільки два електроди, в такому випадку підпалюючий електрод сполучений з катодом.

## Застосування
За режимами роботи лампи діляться на освітлювальні (застосовуються, в основному, у фотоспалахах) і стробоскопічні. У стробоскопічних лампах енергія спалаху набагато менша, але частота спалахів може доходити до декількох сотень герц. На частотах близько 400 Гц можливе запалювання електричної дуги, що є вкрай небажаним.
Оскільки тривалість спалаху добре контролюється, і його інтенсивність досить висока, такі лампи використовується в основному у фотоспалахах.
Лампи зі зниженою тривалістю спалаху використовуються в стробоскопах.